# Stato civile - L'amore è uguale per tutti
Stato civile - L'amore è uguale per tutti è stato un programma televisivo di genere docufilm, prodotto dalla casa di produzione Panamafilm, in onda su Rai 3 dal 3 novembre 2016 al 22 ottobre 2017.

## Il programma
Nel 2016 in Italia è stata approvata una legge che regolamenta l'unione tra persone dello stesso sesso: la Legge 20 maggio 2016, n. 76 "Regolamentazione delle unioni civili tra persone dello stesso sesso e disciplina delle convivenze" (G.U. n.118 del 21/05/2016). Le coppie omosessuali in questo modo acquisiscono la quasi totalità dei diritti e dei doveri previsti dal matrimonio civile e sono tutelati dal punto di vista legale, questo nuovo istituto giuridico si chiama unione civile. Stato civile - L'amore è uguale per tutti racconta le storie delle coppie che, grazie a questa legge, hanno potuto celebrare la loro unione al fine di essere riconosciuti come coppia dallo Stato e dalla società. Gli autori del programma sono Riccardo Brun, Laura Cirilli, Daniela Collu, Francesco Cordio, Annalisa Mutariello (capoprogetto), Paolo Rossetti e Francesco Siciliano, mentre la regia è di Giampaolo Marconato.

### Prima edizione
La prima edizione del programma consta di 6 puntate, ognuna di 45 minuti, in cui vengono raccontate in alternanza le storie di due coppie che arriveranno al raggiungimento dell'unione civile. 
Il racconto parte dal vissuto delle coppie: le battaglie che hanno dovuto affrontare per veder riconosciuto il proprio amore, il rapporto con le famiglie, quelle favorevoli e quelle contrarie, la scoperta e l'accettazione dell'omosessualità, le persone che sono sempre state vicine. Si arriva poi ai preparativi per il giorno dell'unione, la scelta del luogo, del vestire, le fedi, i testimoni; infine viene ripreso il giorno stesso della cerimonia e si conclude il racconto mostrando le immagini del ricevimento: una festa in cui si celebra l'amore e la conquista di un diritto fondamentale.

### Seconda edizione
La seconda edizione del programma è costituita da 4 puntate, di 45 minuti ciascuna, resta invariata la struttura del racconto, ma viene raccontata in ogni puntata la storia di un'unica coppia, andando quindi ad approfondire vissuto e individualità.

### Terza edizione
La terza edizione ritorna al format originario, con due coppie per ognuna delle 5 puntate.

## Edizioni
| Edizione | Inizio            | Fine             | Puntate | Messa in onda              |
| -------- | ----------------- | ---------------- | ------- | -------------------------- |
| 1        | 3 novembre 2016   | 8 dicembre 2016  | 6       | Giovedì in seconda serata  |
| 2        | 22 gennaio 2017   | 12 febbraio 2017 | 4       | Domenica in seconda serata |
| 3        | 24 settembre 2017 | 22 ottobre 2017  | 5       | Domenica in seconda serata |

## Riconoscimenti
Stato civile ha vinto il premio Abbracci di Agedo e il premio come miglior programma televisivo dell'anno ai Diversity Media Awards 2017.